# Минирање српских локала у Вуковару
Минирање српских локала у Вуковару 1991. године организовано је у режији милитантне странке ХДЗ, којом су руководили локални моћници: Томислав Мерчеп и Благо Задро. Циљ деловања ХДЗ био је етничко чишћење Срба из Вуковара, по налогу централе ХДЗ из Загреба.

## Позадина
Живот у граду на Вуки, је до пролећа 1990. године био нормалан. Људи су живели сасвим обичан живот карактеристичан за оно време социјалстичке лагоде. Било је неколико фабрика (Борово, Вупик, Вутекс, Итекс...) и фирми које су за ондашњих 80.000 људи обезбеђивале егзистенцију. Неки грађани су чак рад или и у пољопривреди, за себе. Са пар јутара земље било сасвим довољно да прехране породицу.
Што се националне структуре тиче Вуковар ни као град, ни као општина није био већински хрватски. Ово се најбоље види кроз чињеницу да је локалним избори у Вуковару 22. априла 1990. године ХДЗ био убедљиво поражен у односу на Савез комуниста Југославије (26% ХДЗ, а СКЈ 65% гласова), док је Српска демократска странка (лидера др Јована Рашковића) у Вуковару тек формирана 10. јуна 1990. године.

Већина Хрвата није желела да иде до 1990. у Савез комуниста Југославије. Њима су и партија Савез комуниста Југославије и држава СФРЈ била туђа.
Почетком 1990. године дошло је и до економских проблема у индустријским гигантима Вуковара. Нпр. радници у комбинату Борово су добијали минималце и то у боновима, а не у динарима.
25. јануара 1991. на телевизији су приказани снимци о Мартину Шпегељу (бивши официр ЈНА) који прича о својим плановима обрачуна са ЈНА и Србима у Хрватској. Хрвати том приликом нису уочили проблем, већ су га оправдавали.
У марту 1991. код Ђакова је откривено веће складиште оружја за потребе МУП Хрватске и странке опасних намера ХДЗ. 10. марта 1991. у вуковарском селу Богдановци, ХДЗ врши смотру паравојних јединица ЗНГ, где је окупљено преко 2.500 Хрвата и подељено им је оружје. У времену економске кризе и пораста незапослености, монструозни планови Томислава Мерчепа и његових сарадника су биле прихваћене код великог броја Хрвата. Централа ХДЗ је дала Томиславу Мерчепу јасан знак да започне рат у Вуковару, тиме што ће убијати и малтретирати угледне и богате Србе на вуковарском подручју. А касније да нападне и касарну ЈНА.
Иначе, Томислав Мерчеп је особа асоцијалног понашања, са шовинистичким испадима још 1971. године када је у СР Хрватској бујао проусташки покрет МАСПОК.

## Срушени локали

### Април 1991.

#### Кафана Крајишник
У ноћи између 15. и 16. априла 1991. године, око 23 часа, у Вуковару, осумњичени Зденко Новак сарадник МУП-а СР Хрватске у Вуковару, поставља мину у кафану "Крајишник" која се налазила у улици Сајмиште (прекопута фирме Дрвопромет), која је водила према српском селу Негославци. У тој кафани се годинама пре рата скупљао већи број Срба из Вуковара и околине, на пићу и музици. Локална хрватска власт желећи да застраши Србе из Вуковара и да им онемогући окупљање и евентуално договоре за одбрану имовине и породица, уништава поменуту кафану "Крајишник", власништво Боре Латиновића.
То је први локал у низу, који је хрватска власт срушила у Вуковару 1991. године. Тиме је јасно показала своје праве намере према Србима у Вуковару. Месец дана пре овог "инцидента" хрватски злочинац и функционер ХДЗ Томислав Мерчеп је силом преузео контролу над градом и општином Вуковар. Његова странка ХДЗ на изборима који су били годину дана раније, пролећа 1990. године није освојила већину гласова, па је било логично да се направе поновни избори. Међутим, како Комунистичка Парија Југославије више није постојала, сви Срби из Вуковара би гласали за Српску Демократску странку - СДС Јована Рашковића. Што би значило да ће Томислав Мерчеп и ХДЗ остати "празних шака", Фрањо Туђман и руководство ХДЗ из Загреба, даје налог Мерчепу да силом преузме власт и направи рат... Јер је рат био средство да се Срби отерају из Вуковара.

### Мај 1991.

#### Ресторан Сарајка
Ресторан Сарајка налазио се у центру Вуковара, прекопута пијаце и главне аутобуске станице. Миниран је у 3. маја 1991. Био је власништво Ђорђа Пејичића, који је живео у Борову Селу.

#### Ресторан Туфо
Ресторан Туфо миниран је 3. маја 1991.

#### Кафана Брдо
Кафана "Брдо" минирана је 6. маја 1991.

### Јун 1991.

#### Кафана Мали рај
Кафана "Мали рај" налазила се у Борову насељу, на једном раскршћу, Трпињске и Боровске улице, код железничке пруге. Минирана је 28. јуна 1991. у рано јутро.

### Јул 1991.

#### Кафана Попај
Кафана "Попај" минирана је 2. јула 1991.

#### Кафана Точак
Кафана "Точак" минирана је 21. јула 1991.

#### Кафана Чокот
Кафана "Чокот" минирана је 24. јула 1991.

#### Кафана Шид
Кафана "Шид" минирана је 30. јула 1991.